# Saint-Lézer
 Saint-Lézer  es una población y comuna francesa, situada en la región de Mediodía-Pirineos, departamento de Altos Pirineos, en el distrito de Tarbes y cantón de Vic-en-Bigorre.
Su población en el censo de 1999 era de 333 habitantes.
Está integrada en la Communauté de communes Vic-Montaner.

## Demografía
| 255 | 268 | 331 | 362 | 363 | 333 |
| Para los censos de 1962 a 1999 la población legal corresponde a la población sin duplicidades (Fuente: INSEE [Consultar]) |     |     |     |     |     |